# Topple Tower

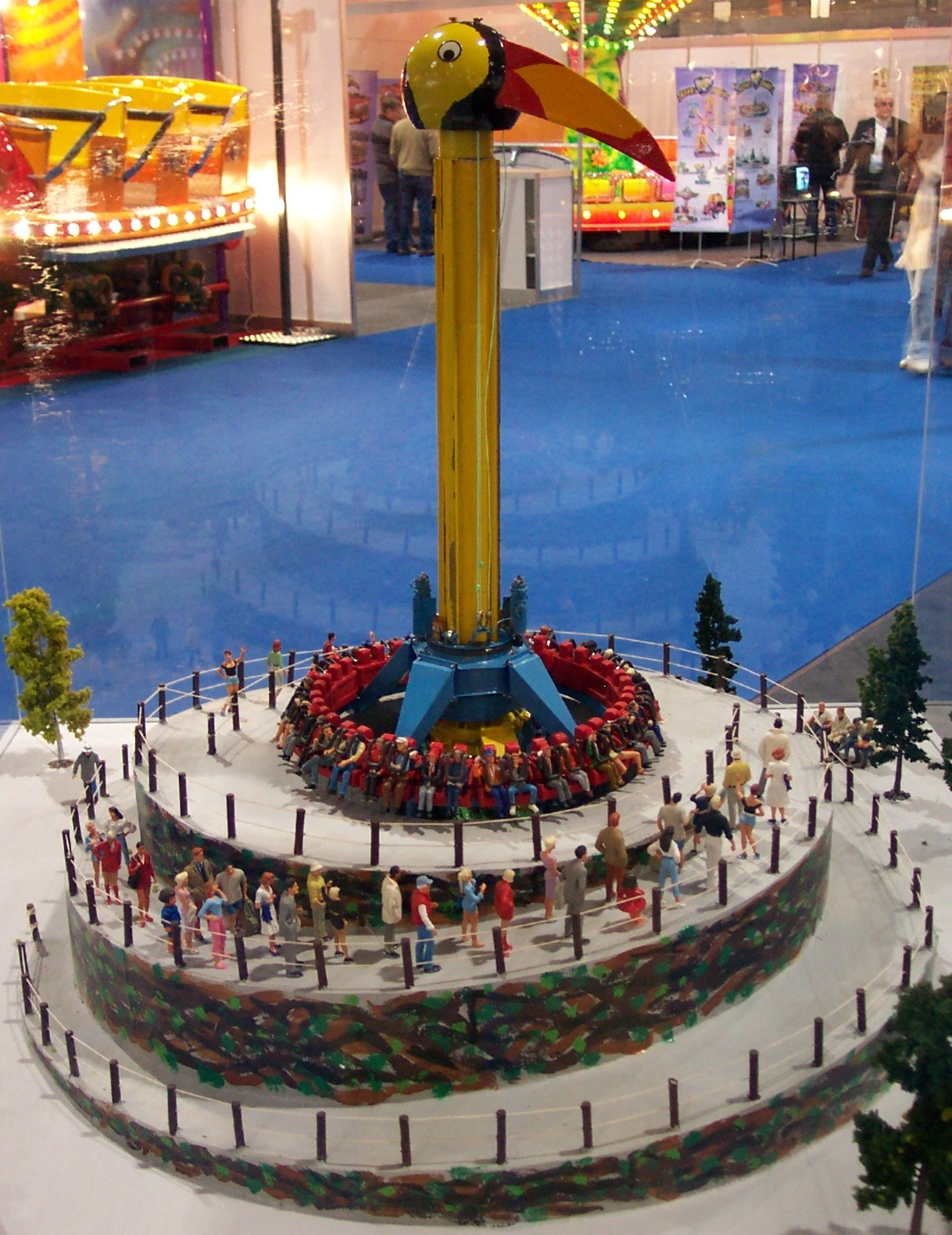
Schaalmodel van een Topple Tower

Topple Tower is een attractietype ontworpen door van Orsouw Amusement Rides Design Service uit Berghem, Nederland. Het eerste ontwerp uit 2001 werd afgekeurd vanwege de moeilijke en zware constructie ervan. Na redesign in 2002, werd een licentie-overeenkomst gesloten en sinds 2005 wordt de attractie geproduceerd door HUSS Park Attractions. De eerste Topple Tower werd gebouwd in Bellewaerde en kreeg als naam El Volador.

## Verloop
De Topple Tower bestaat uit een draai en kantelbare toren-arm met aan een uiteinde een Contragewicht en aan het andere een 40-persoons ronde gondel, Passagiers zitten in de gondel, naar buiten gericht. Wanneer de rit wordt gestart, gaat de gondel draaien en vervolgens omhoog naar de top van de toren. Als de draaiende gondel de top van de toren bereikt, begint de toren heen en weer te schommelen tot een maximale hoek van 60 graden.

## Voorbeelden
| Naam             | Park              | Land             | Opening               | Status                                  |
| ---------------- | ----------------- | ---------------- | --------------------- | --------------------------------------- |
| El Volador       | Bellewaerde       | België           | 2005                  | Open                                    |
| Tang'Or          | Walygator Parc    | Frankrijk        | 2005 Heropening: 2013 | SBNO van 2010 - 2012 Verwijderd in 2014 |
| Ørnen            | Djurs Sommerland  | Denemarken       | 2006                  | Verwijderd in 2018                      |
| Timber Tower     | Dollywood         | Verenigde Staten | 2006                  | Verwijderd in 2012                      |
| Adventure Jungle | Mysterious Island | China            | 2007                  | Open                                    |
| Topple Tower     | Marineland        | Canada           | 2007                  | SBNO sinds 2012                         |

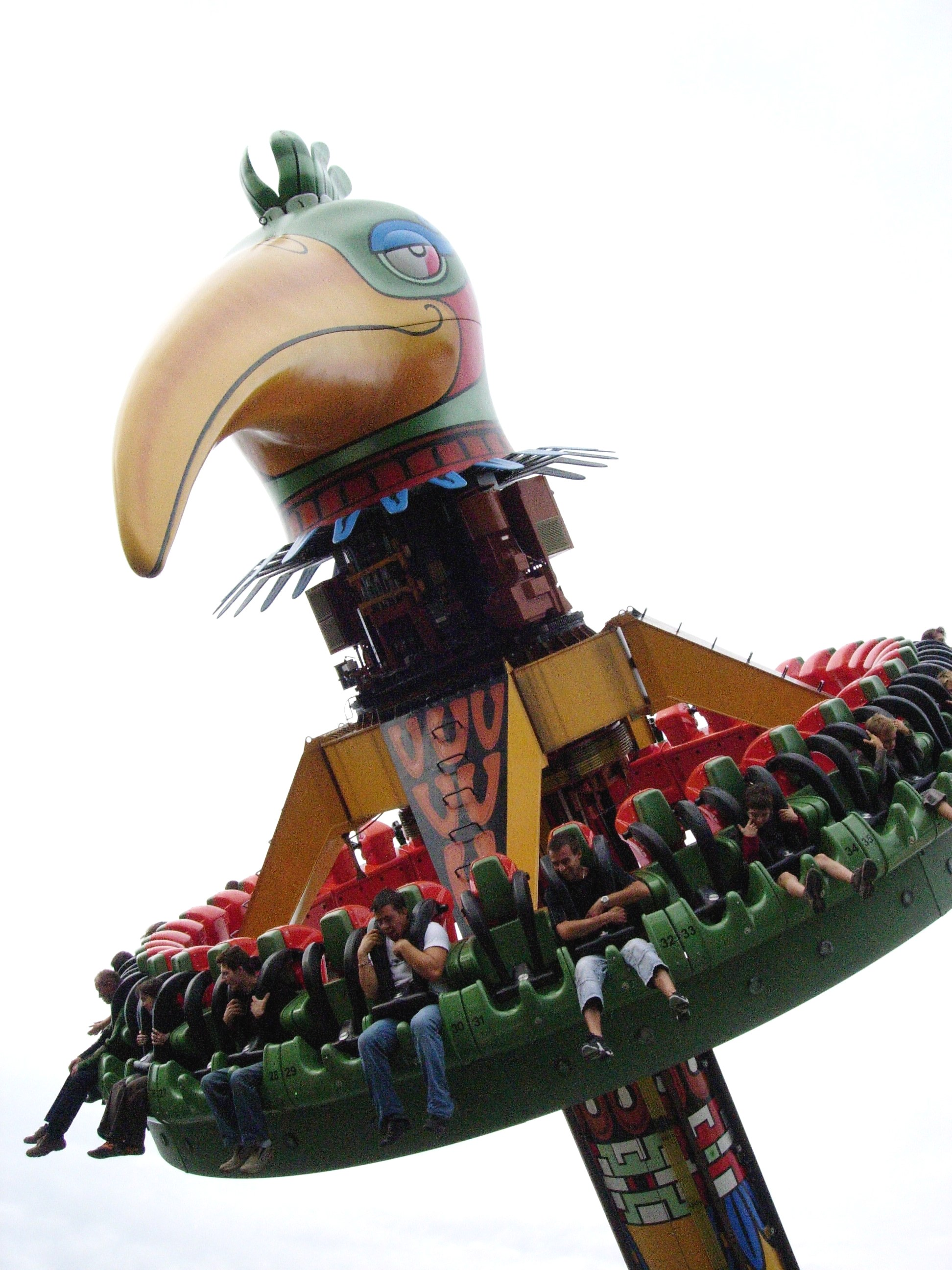
El Volador, Bellewaerde
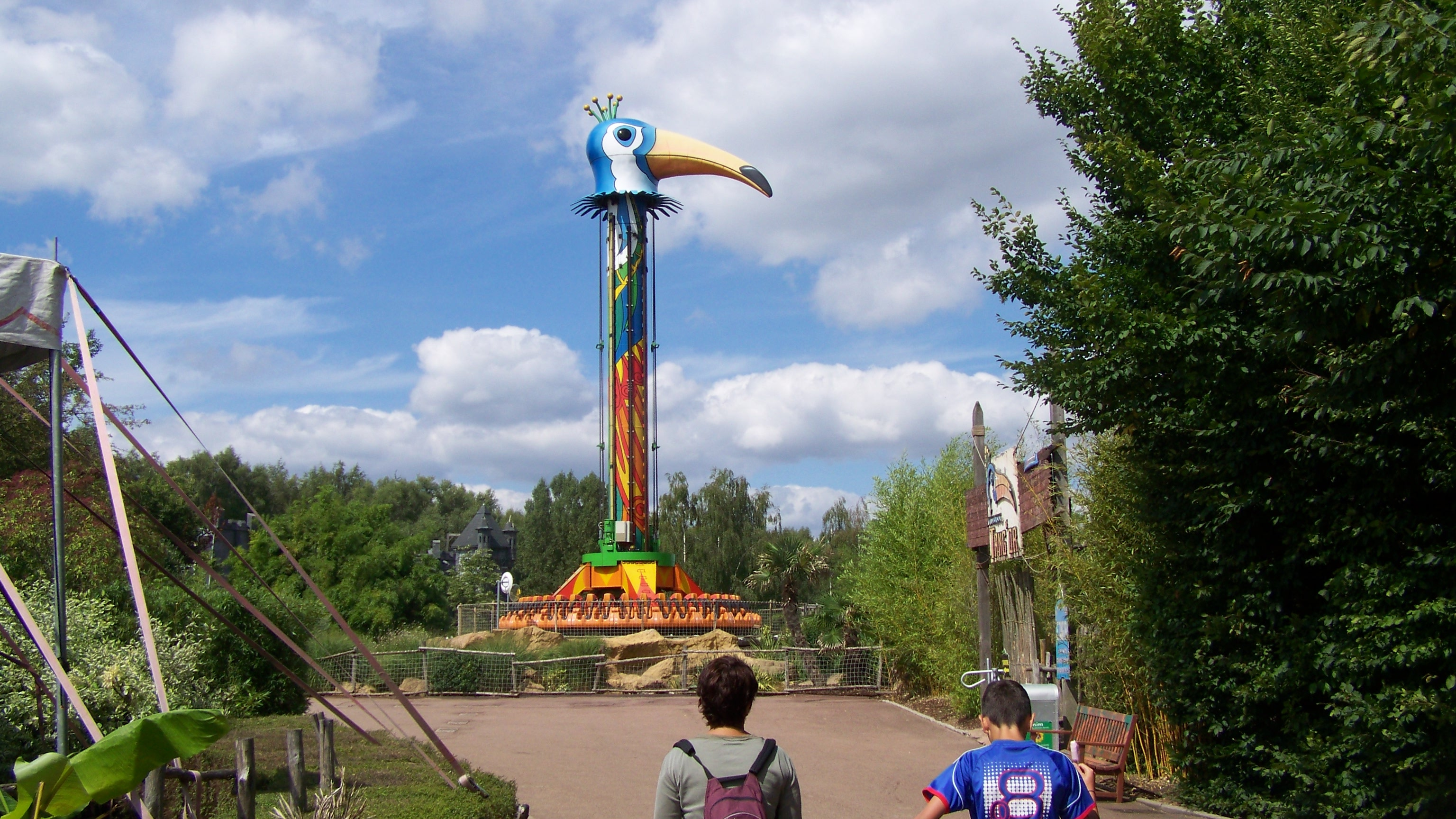
Tang'or, Walygator Parc
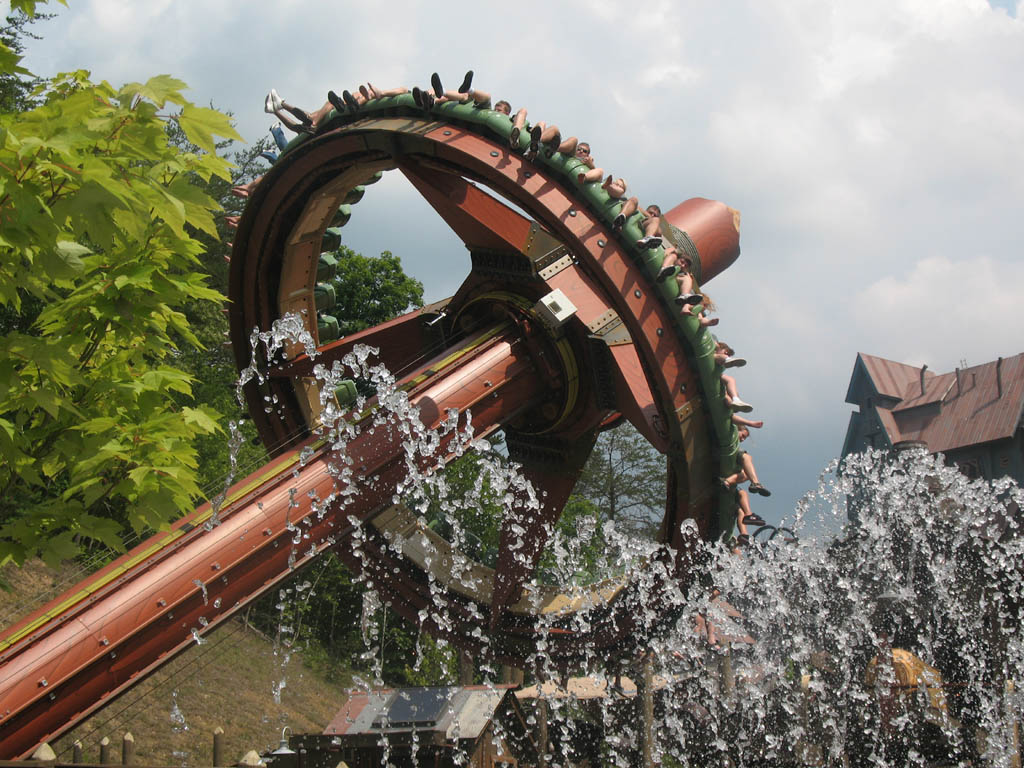
Timber Tower, Dollywood